# Bad Luck Brian
Kyle Craven (sinh ngày 10 tháng 8 năm 1989), thường được biết đến với biệt danh trên Internet "Bad Luck Brian", là người nổi tiếng trên mạng người Mỹ thông qua một bức ảnh được đăng tải lên Reddit lần đầu vào năm 2012 và nhanh chóng trở thành một meme Internet phổ biến. Bad Luck Brian là meme theo phong cách ảnh macro, một dạng meme cho thấy bức ảnh hoặc tranh vẽ kèm với các văn bản được viết bên trên hoặc dưới cùng vị trí ảnh. Hình ảnh của anh thường được dùng để mô tả những sự việc xui xẻo, xấu hổ và tréo ngoe.

### Các lần sử dụng đáng chú ý

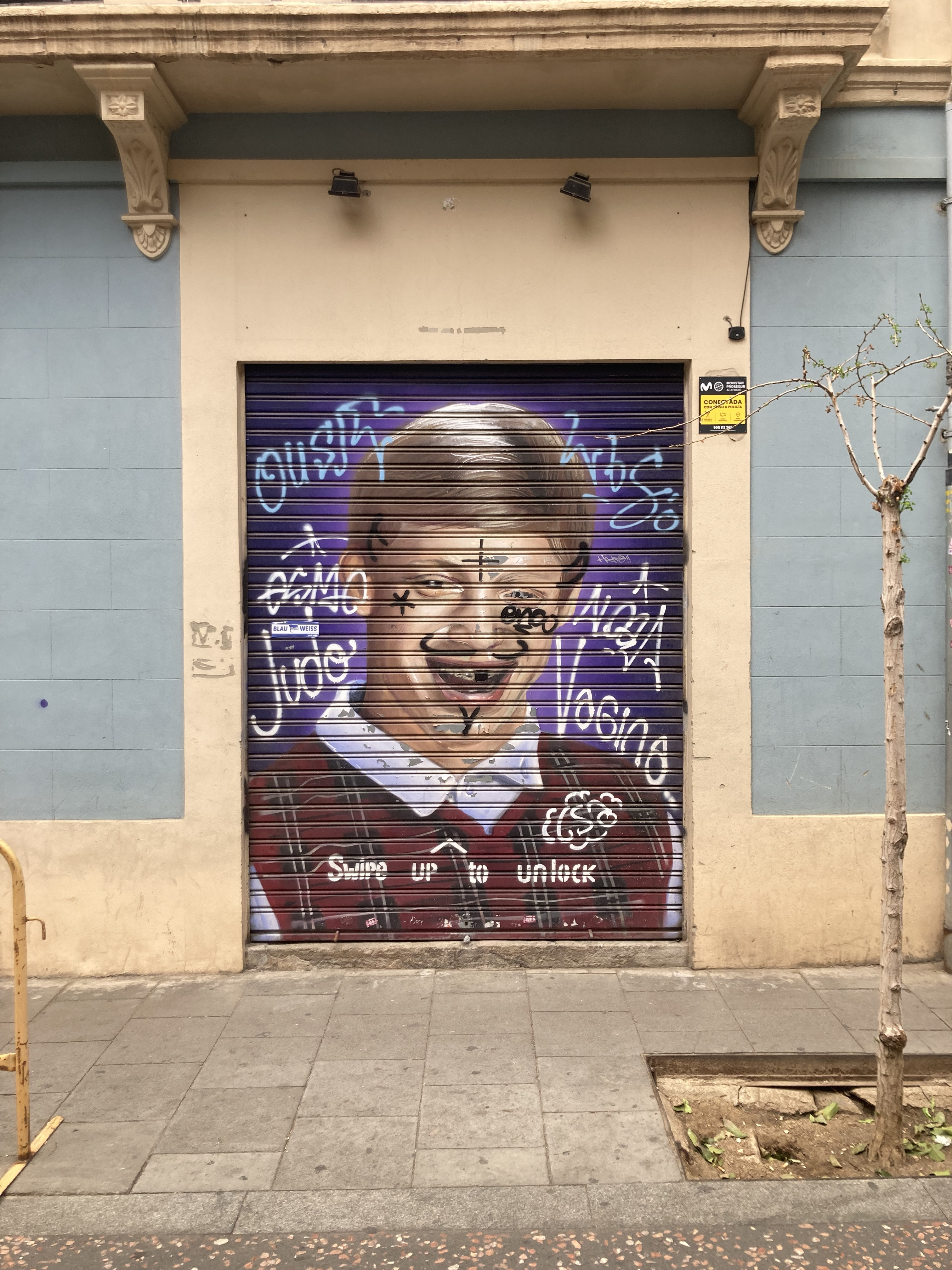
Bức vẽ Bad Luck Brian trên đường phố Barcelona.

## Meme